# Villers-Brûlin
Pour les articles homonymes, voir Villers.
Villers-Brûlin est une commune française située dans le département du Pas-de-Calais en région Hauts-de-France.
La commune fait partie de la communauté de communes des Campagnes de l'Artois qui regroupe 96 communes et compte 33 141 habitants en 2021.

## Géographie

### Localisation
Localisée dans le sud-est du département du Pas-de-Calais, Villers-Brûlin est une commune située, à vol d'oiseau, à 19 km au nord-ouest de la commune d’Arras (aire d'attraction, chef-lieu d'arrondissement et préfecture du Pas-de-Calais).
Le territoire de la commune est limitrophe de ceux de six communes.
Les communes limitrophes sont Frévillers, Berles-Monchel, Béthonsart, Chelers, Savy-Berlette et Tincques.

### Géologie et relief
La superficie de la commune est de 3,81 km2 ; son altitude varie de 110  à   153 mètres.

### Hydrographie
La commune est située dans le bassin Artois-Picardie. Elle n'est drainée par aucun cours d'eau,.

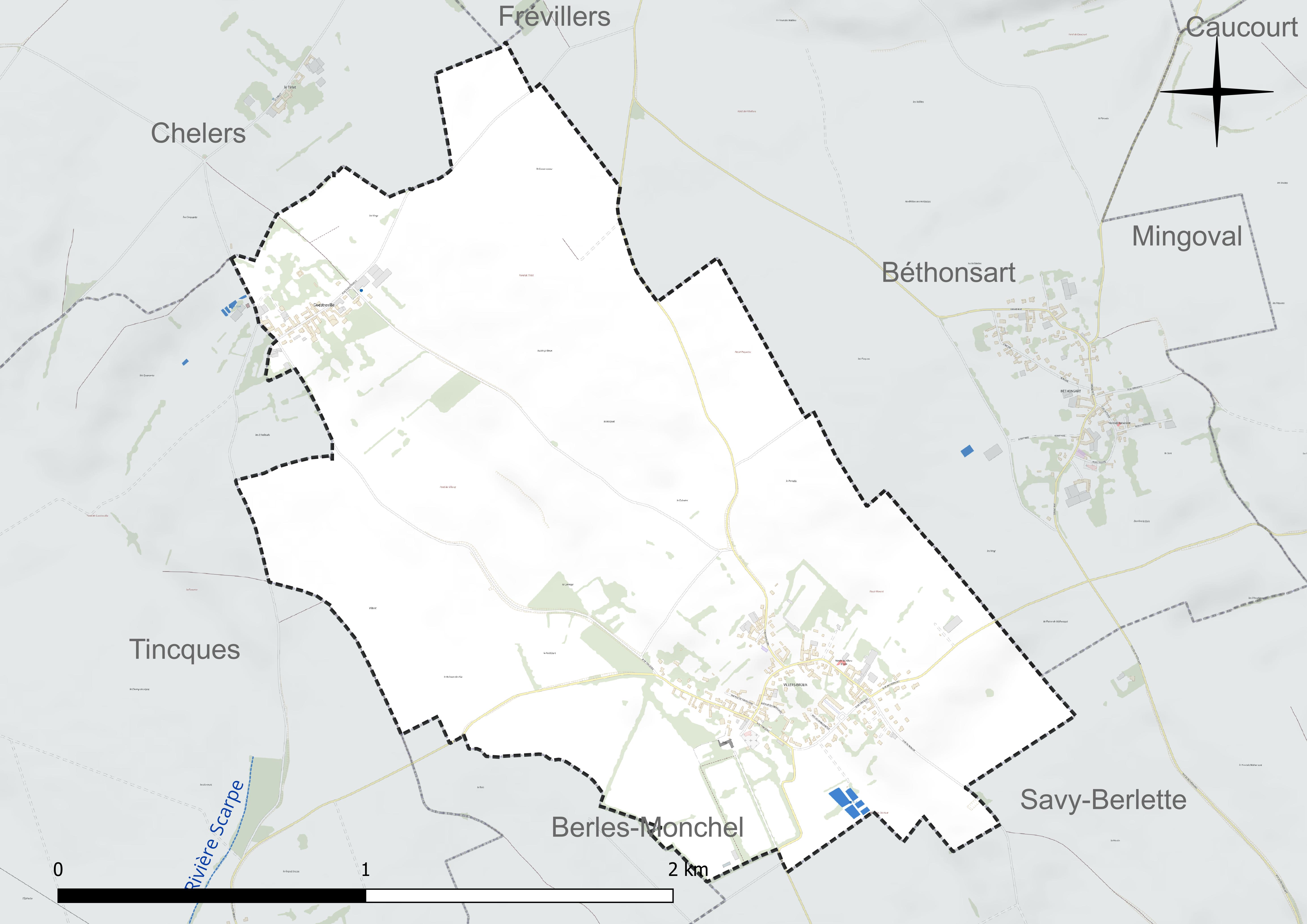
Réseau hydrographique de Villers-Brûlin.

### Climat
Pour des articles plus généraux, voir Climat des Hauts-de-France et Climat du Pas-de-Calais.
En 2010, le climat de la commune est de type climat océanique dégradé des plaines du Centre et du Nord, selon une étude du CNRS s'appuyant sur une série de données couvrant la période 1971-2000. En 2020, Météo-France publie une typologie des climats de la France métropolitaine dans laquelle la commune est exposée à un climat océanique et est dans la région climatique Côtes de la Manche orientale, caractérisée par un faible ensoleillement (1 550 h/an) ; forte humidité de l'air (plus de 20 h/jour avec humidité relative > 80 % en hiver), vents forts fréquents.
Pour la période 1971-2000, la température annuelle moyenne est de 10,1 °C, avec une amplitude thermique annuelle de 13,9 °C. Le cumul annuel moyen de précipitations est de 832 mm, avec 12,7 jours de précipitations en janvier et 9,1 jours en juillet. Pour la période 1991-2020, la température moyenne annuelle observée sur la station météorologique la plus proche, située sur la commune de Saulty à 17 km à vol d'oiseau, est de 10,4 °C et le cumul annuel moyen de précipitations est de 899,7 mm,. Pour l'avenir, les paramètres climatiques de la commune estimés pour 2050 selon différents scénarios d'émission de gaz à effet de serre sont consultables sur un site dédié publié par Météo-France en novembre 2022.

## Urbanisme

### Typologie
Au 1er janvier 2024, Villers-Brûlin est catégorisée commune rurale à habitat dispersé, selon la nouvelle grille communale de densité à sept niveaux définie par l'Insee en 2022.
Elle est située hors unité urbaine. Par ailleurs la commune fait partie de l'aire d'attraction d'Arras, dont elle est une commune de la couronne,. Cette aire, qui regroupe 163 communes, est catégorisée dans les aires de 50 000 à moins de 200 000 habitants,.

### Occupation des sols
L'occupation des sols de la commune, telle qu'elle ressort de la base de données européenne d'occupation biophysique des sols Corine Land Cover (CLC), est marquée par l'importance des territoires agricoles (93,2 % en 2018), une proportion identique à celle de 1990 (93,2 %). La répartition détaillée en 2018 est la suivante : 
terres arables (64,3 %), prairies (16,9 %), zones agricoles hétérogènes (11,9 %), zones urbanisées (6,8 %). L'évolution de l'occupation des sols de la commune et de ses infrastructures peut être observée sur les différentes représentations cartographiques du territoire : la carte de Cassini (XVIIIe siècle), la carte d'état-major (1820-1866) et les cartes ou photos aériennes de l'IGN pour la période actuelle (1950 à aujourd'hui).

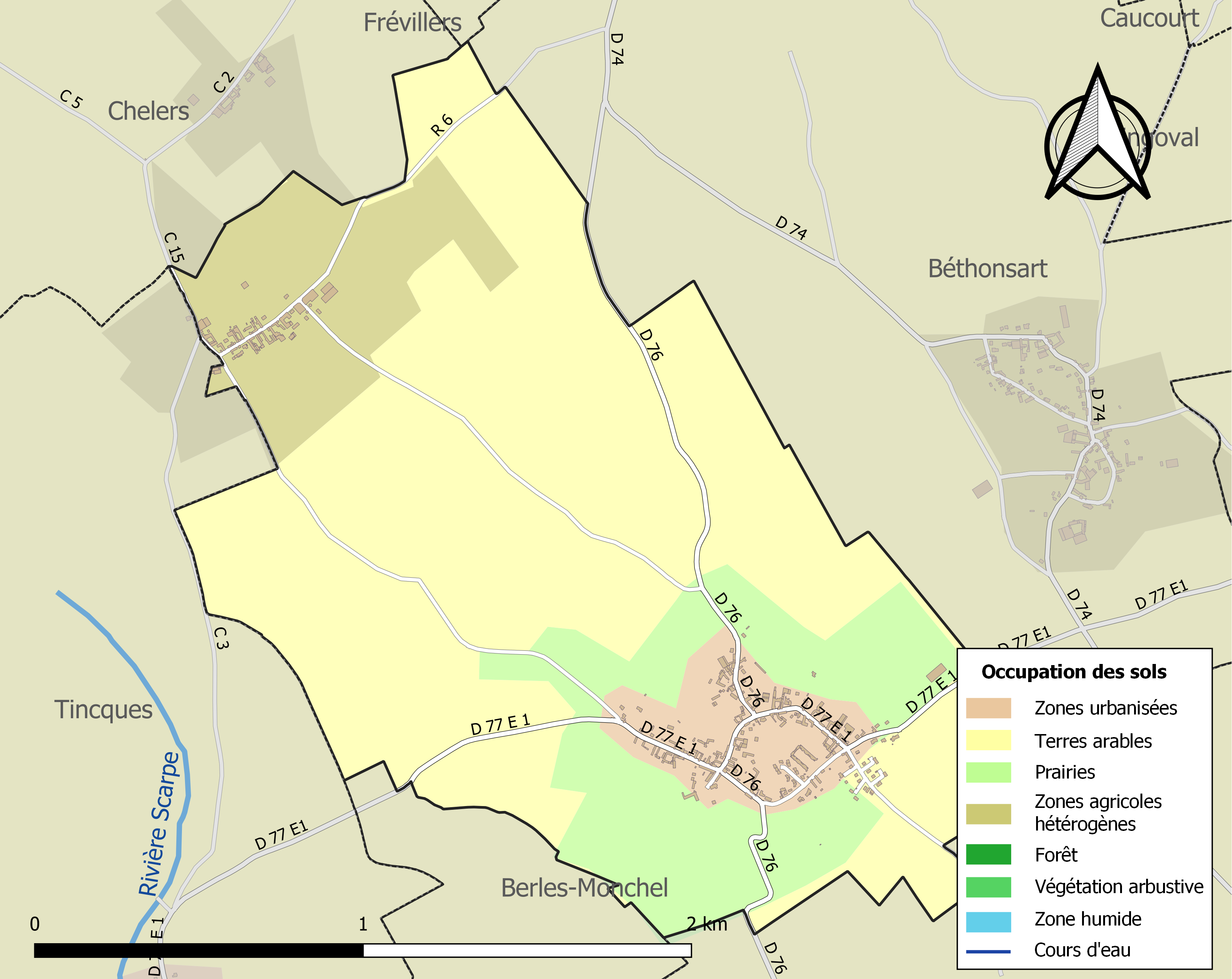
Carte des infrastructures et de l'occupation des sols de la commune en 2018 (CLC).

## Toponymie
Le nom de la localité est attesté sous les formes Vilers (1182) ; Jehans Brovelins de Vilers (1182) ; Vilers Balduini (1278) ; Vilers-Brouelin (XIIIe siècle) ; Vilers-Broelin (1311) ; Vilers-Brovelin (XIVe siècle) ; Villers-Broulin (1539) ; Villers-Broullin (1545) ; Villers-Bruslin (1739) ; Villers-Brûlin (1781).
Villers est un appellatif toponymique français qui procède généralement du gallo-roman villare, dérivé lui-même du gallo-roman villa « grand domaine rural », issu du latin villa rustica. Il est apparenté aux types toponymiques Villars, Viller, Villiers, Weiler et Willer.
Notons que Brûlin est un anthroponyme.

## Histoire
Sous Louis XIV, au moment de la guerre de succession d'Espagne (1701-1714) dont l'issue vit notamment le rattachement de l'Artois au royaume de France, le village de Villers-Brûlin aurait servi de camp militaire aux troupes anglaises du duc de Marlborough venues combattre les troupes françaises (siège de Douai, juin 1710).
Un document manuscrit, en date du 15 juillet 1710, prononçant la promotion d'un officier, signé du duc de Marlborough, fait état du passage de cette armée anglaise.
- Source : Bauman Rare Books.

Pendant la Première Guerre mondiale, en février 1915, ou encore en févier 1916,des troupes françaises ont stationné sur la commune. Le 1er février 1915, le général Joseph Joffre, commandant en chef, accompagné du général Ferdinand Foch, adjoint au général en chef, et du général Louis de Maud'huy, commandant la 10e armée ont passé en revue les bataillons disponibles des 21e et 109e régiments d'infanterie entre Villers-Brûlin et Béthonsart.

## Politique et administration

### Découpage territorial
La commune se trouve dans l'arrondissement d'Arras du département du Pas-de-Calais.

#### Commune et intercommunalités
La commune est membre de la communauté de communes des Campagnes de l'Artois.

#### Circonscriptions administratives
La commune est rattachée au canton d'Avesnes-le-Comte.

#### Circonscriptions électorales
Pour l'élection des députés, la commune fait partie de la première circonscription du Pas-de-Calais.

### Élections municipales et communautaires

#### Liste des maires
| Période                                  | Période                     | Identité         | Étiquette | Qualité                                                                    |
| ---------------------------------------- | --------------------------- | ---------------- | --------- | -------------------------------------------------------------------------- |
| Les données manquantes sont à compléter. |                             |                  |           |                                                                            |
| avant 1995                               | 1995                        | Alfred Vervoitte | PS        |                                                                            |
| juin 1995                                | En cours (au 12 avril 2022) | Louis Lambert    |           | AgriculteurRéélu pour le mandat 2014-2020, Réélu pour le mandat 2020-2026, |

## Population et société

### Démographie

#### Évolution démographique
L'évolution du nombre d'habitants est connue à travers les recensements de la population effectués dans la commune depuis 1793. Pour les communes de moins de 10 000 habitants, une enquête de recensement portant sur toute la population est réalisée tous les cinq ans, les populations de référence des années intermédiaires étant quant à elles estimées par interpolation ou extrapolation. Pour la commune, le premier recensement exhaustif entrant dans le cadre du nouveau dispositif a été réalisé en 2006.

En 2022, la commune comptait 371 habitants, en évolution de +1,64 % par rapport à 2016 (Pas-de-Calais : −0,72 %, France hors Mayotte : +2,11 %).
| 1793 | 1800 | 1806 | 1821 | 1831 | 1836 | 1841 | 1846 | 1851 |
| ---- | ---- | ---- | ---- | ---- | ---- | ---- | ---- | ---- |
| 302  | 437  | 434  | 370  | 422  | 405  | 384  | 377  | 362  |

| 1856 | 1861 | 1866 | 1872 | 1876 | 1881 | 1886 | 1891 | 1896 |
| ---- | ---- | ---- | ---- | ---- | ---- | ---- | ---- | ---- |
| 365  | 372  | 368  | 341  | 351  | 335  | 343  | 335  | 346  |

| 1901 | 1906 | 1911 | 1921 | 1926 | 1931 | 1936 | 1946 | 1954 |
| ---- | ---- | ---- | ---- | ---- | ---- | ---- | ---- | ---- |
| 351  | 361  | 328  | 313  | 309  | 280  | 298  | 295  | 308  |

| 1962 | 1968 | 1975 | 1982 | 1990 | 1999 | 2006 | 2011 | 2016 |
| ---- | ---- | ---- | ---- | ---- | ---- | ---- | ---- | ---- |
| 298  | 289  | 270  | 278  | 315  | 300  | 301  | 306  | 365  |

| 2021 | 2022 | - | - | - | - | - | - | - |
| ---- | ---- | - | - | - | - | - | - | - |
| 369  | 371  | - | - | - | - | - | - | - |

#### Pyramide des âges
En 2018, le taux de personnes d'un âge inférieur à 30 ans s'élève à 34,9 %, soit en dessous de la moyenne départementale (36,7 %). De même, le taux de personnes d'âge supérieur à 60 ans est de 21,2 % la même année, alors qu'il est de 24,9 % au niveau départemental.
En 2018, la commune comptait 178 hommes pour 186 femmes, soit un taux de 51,10 % de femmes, légèrement inférieur au taux départemental (51,50 %).
Les pyramides des âges de la commune et du département s'établissent comme suit.
| Hommes | Classe d’âge | Femmes |
| ------ | ------------ | ------ |
| 0,0    | 90 ou +      | 1,1    |
| 6,4    | 75-89 ans    | 5,0    |
| 13,7   | 60-74 ans    | 16,0   |
| 23,7   | 45-59 ans    | 21,7   |
| 20,1   | 30-44 ans    | 22,4   |
| 16,1   | 15-29 ans    | 16,9   |
| 20,1   | 0-14 ans     | 16,8   |

| Hommes | Classe d’âge | Femmes |
| ------ | ------------ | ------ |
| 0,5    | 90 ou +      | 1,6    |
| 5,6    | 75-89 ans    | 8,9    |
| 16,7   | 60-74 ans    | 18,1   |
| 20,2   | 45-59 ans    | 19,2   |
| 18,9   | 30-44 ans    | 18,1   |
| 18,2   | 15-29 ans    | 16,2   |
| 19,9   | 0-14 ans     | 17,9   |

## Culture locale et patrimoine

### Lieux et monuments

#### Monuments historiques
- Château de Villers-Brulin : façades et toitures du château (cad. B 206) ; façades et toitures des dépendances, mur de clôture avec ses trois portails monumentaux (cad. B 207, 210) ; allée des quinconces (cad. B 96, 204) : inscription par arrêté du 25 juillet 1994.
- Église (cad. B 199) : inscription par arrêté du 25 juillet 1994.

Renseignements issus de : Bases de données Ministère de la culture.

### Héraldique
| Armes de Villers-Brûlin | Les armes de Villers-Brûlin se blasonnent ainsi : fascé de gueules, fretté de dix pièces d'argent, et d'or. |

## Pour approfondir